# 포르자 호라이즌 4
《포르자 호라이즌 4》(Forza Horizon 4)는 플레이그라운드 게임스가 개발하고 엑스박스 게임 스튜디오가 배급하는 레이싱 게임이다. 엑스박스의 E3 2018 콘퍼런스 발표 이후 2018년 10월 2일 엑스박스 원, 마이크로소프트 윈도우용으로 출시되었다. 이 게임의 배경은 그레이트브리튼섬의 가공의 지역이다. 포르자 호라이즌 타이틀 중 4번째 게임이며 포르자 시리즈 중 11번째 게임이며 게임 내부 시리즈에 계절 변화를 도입한 것이 특징이다.

## 게임 플레이
포르자 호라이즌 4는 가공의 그레이트브리튼섬 지역, 에든버러, 호수 지방, 코츠울즈 등의 지역, 그리고 450대 이상의 라이선스된 차량에 기반을 둔 오픈 월드 환경을 배경으로 하는 경주 게임이다. 이 게임은 플레이어들이 자신만의 레이스를 만들 수 있는 루트 크리에이터를 제공한다.
플레이어들은 게임 내에서 새로운 아이템, 자동차, 게임플레이 특전을 언락하기 위해 구매할 기회가 주어진다. 게임에는 기후 변화를 나타내는 동적 기후 시스템이 있다.

## 한국 차량
- 기아 스팅어
- 현대 벨로스터 N

## 평가
리뷰 애그리게이터 메타크리틱에 따르면 포르자 호라이즌 4는 엑스박스 원 버전에 대해 대체적으로 긍정적인 평가를 받았고 PC 버전은 대체적으로 호의적인 평가를 받았다. 엑스박스 원 버전의 경우 가장 점수가 높은 포르자 호라이즌 타이틀이다.

## 내용주
1. ↑  Additional work was provided by en:Turn 10 Studios.
2. ↑  The Ultimate Edition of the game was released on 28 September 2018, while the Standard and Deluxe editions were released on 2 October.